# Acromyrmex octospinosus
Acromyrmex octospinosus é uma espécie de inseto do gênero Acromyrmex, pertencente à família Formicidae.